# Canada ved sommer-OL 2016
Canada deltog under Sommer-OL 2016 i Rio de Janeiro som blev arrangeret i perioden 5. august til 21. august 2016.
Rosie MacLennan, trampolingymnast og landets eneste guldmedaljevinder i 2012, er udnævnt som Canadas fanebærer ved åbningen af sommer-OL 2016.

## Medaljer
| 2016 Rio de Janeiro | Guld | Sølv | Bronze | Total |
| Canada              | 4    | 3    | 15     | 22    |

### Medaljevinderne
| Canada under sommer-OL 2016 i Rio de Janeiro | Canada under sommer-OL 2016 i Rio de Janeiro | Canada under sommer-OL 2016 i Rio de Janeiro | Canada under sommer-OL 2016 i Rio de Janeiro | Canada under sommer-OL 2016 i Rio de Janeiro |
| Medalje                                      | Navn                                         | Sport                                        | Event                                        | Dato                                         |
| -------------------------------------------- | -------------------------------------------- | -------------------------------------------- | -------------------------------------------- | -------------------------------------------- |
| Guld                                         | Penny Oleksiak                               | Svømning                                     | 100 m fri                                    | 11. august                                   |
| Guld                                         | Rosie MacLennan                              | Gymnastik                                    | Trampolin                                    | 12. august                                   |
| Guld                                         | Derek Drouin                                 | Atletik                                      | Højdespring                                  | 16. august                                   |
| Guld                                         | Erica Wiebe                                  | Brydning                                     | 75 kg fristil                                | 18. august                                   |
| Sølv                                         | Penny Oleksiak                               | Svømning                                     | 100 m butterfly                              | 7. august                                    |
| Sølv                                         | Lindsay Jennerich Patricia Obee              | Roning                                       | Letvægtsdobbeltsculler                       | 12. august                                   |
| Sølv                                         | Andre De Grasse                              | Atletik                                      | Mændenes 200 m                               | 18. august                                   |

## Svømning

### Resultater
| Dato           | Disciplin       | H/D    | Udøver                                                                                 | Indledende heat | Indledende heat | Semifinale          | Semifinale          | Finale              | Finale              |
| Dato           | Disciplin       | H/D    | Udøver                                                                                 | Tid             | Placering       | Tid                 | Placering           | Tid                 | Placering           |
| -------------- | --------------- | ------ | -------------------------------------------------------------------------------------- | --------------- | --------------- | ------------------- | ------------------- | ------------------- | ------------------- |
| 6. – 7. august | 100 m butterfly | Damer  | Penny Oleksiak                                                                         | 56,73 NR        | 3 Q             | 57,10               | 5 Q                 | 56,46 NR            | Sølv                |
| 6. august      | 100 m butterfly | Damer  | Noemi Thomas                                                                           | 58,27           | 17              | ude af konkurrencen | ude af konkurrencen | ude af konkurrencen | ude af konkurrencen |
| 6. august      | 400 m fri       | Herrer | Ryan Cochrane                                                                          | 3:45,83         | 11              | N/A                 | N/A                 | ude af konkurrencen | ude af konkurrencen |
| 6. august      | 400 m IM        | Damer  | Emily Overholt                                                                         | 4:36,54         | 8 Q             | N/A                 | N/A                 | 4:34,70             | 5                   |
| 6. august      | 400 m IM        | Damer  | Sydney Pickrem                                                                         | 4:38,06         | 12              | N/A                 | N/A                 | ude af konkurrencen | ude af konkurrencen |
| 6. august      | 100 m bryst     | Herrer | Jason Block                                                                            | 1:00,71         | =24             | ude af konkurrencen | ude af konkurrencen | ude af konkurrencen | ude af konkurrencen |
| 6. august      | 4x100 m fri     | Damer  | Sandrine Mainville Chantal van Landeghem Taylor Ruck Penny Oleksiak Michelle Williams* | 3:33,84 NR      | 3 Q             | N/A                 | N/A                 | 3:32,89 NR          | Bronze              |
| 7. – 8. august | 100 m ryg       | Damer  | Kylie Masse                                                                            | 59,07           | 4 Q             | 59,06               | 5 Q                 | 58,76               | Bronze              |
| 7. august      | 100 m ryg       | Damer  | Dominique Bouchard                                                                     | 1:00,18         | 12 Q            | 1:00,54             | 12                  | ude af konkurrencen | ude af konkurrencen |

 • Svømmede i heats kun